# دژ طاقه
 قلعه طاقة  (به عربی: حصن طاقة)، یکی از قدیمی‌ترین قلعه‌های کشور پادشاهی عمان ویکی از 
(نقاط دیدنی سلطنت عمان) است.     
این قلعه تاریخی در قرن نوز دهم میلاد توسط شیخ علی بن تمان المعشنی بنیادگذاری شده‌است، و در وسط شهر طاقه یکی از شهرهای ساحلی  استان ظفار  واقع شده‌است.  این قلعه   در ۳۳ کیلومتری  ظفار  و در سر راه بازارگانی  قدیم قرار دارد. در دوران فرمانروایی السلطان سعید بن تیمور بن فیصل آل سعید این قلعه یکی از مراکز مهم مرزی سلطنت عمان بوده‌است.  
ساختمان «حصن طاقة»   از تمیز معماری اسلامی ویژه أی برخور دار است.  
درون قلعه واطاق‌های مربوطه با طاق‌های اکلیل و   گچبری‌های  زیبا و جالب و منحصر به فرد  تزیین نموده أند، به‌طور یقین می‌توان گفت این قلعه از نقاشی وگچبری وزیبایی خواصی برخوردار است.  در سال ۱۹۹۱ میلادی توسط شهرداری مرمت شده‌است، و در سال ۱۹۹۴ میلادی به فرمان سلطانی تحت عنوان موزه (عام التراث) به عنوان یکی از موزه‌های ملی استان ظفار وبطور رسمی افتتاح شده‌است. سالیانه عدهٔ زیادی از  گردشگران خارجی وداخلی از موزه دیدن می‌کنند.